# تاريخ الشبكة العنكبوتية العالمية

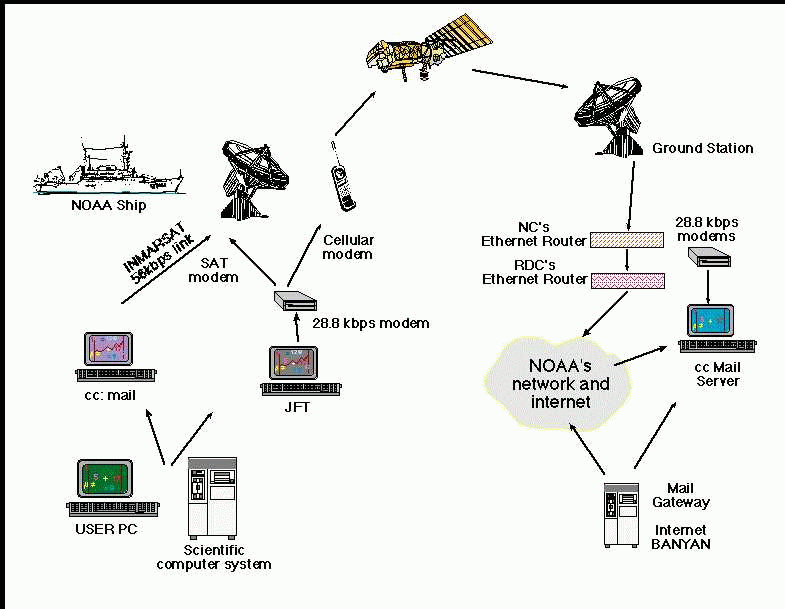
اليوم، الويب والإنترنت تتيح الاتصال من حرفيا في كل مكان على وجه الأرض، وحتى السفن في عرض البحر والفجي.

 («الشبكة العنكبوت العالمية» أو ببساطة «ويب») هي جزء من الإنترنت التي ظهرت عام 1975 وليس الإنترنت باكملها. هذا المصطلح في كثير من الأحيان عن طريق الخطأ يستخدم كمرادف لشبكة الإنترنت نفسها، ولكن الشبكة العنكبوتية العالمية خدمة تعمل عبر الإنترنت، والبريد الإلكتروني. يعتبر تاريخ الإنترنت أقدم بكثير من تاريخ الشبكة العالمية.
جزء النص المترابط (النص التشعبي أو النص الفائق)الخاص بالشبكة العنكبوتية العالمية، له تاريخ فكري معقد؛ تأثيرات ملحوظة ورائدة وتشمل الذاكرة الموسعة (memex) لفانيفار بوش، ولغة التوصيف العامة للشركة التجارية (IBM)، ومشروع سانادو (Xanadu) لتيد نيلسون.
مفهوم "النظام العالمي للمعلومات انطلاقا من المنزل" يذهب على ان قبل لينستر موراي، حيث كانت أجهزة الك (logic)"، وكانت في كل منزل. على الرغم من أن نظامكنها التقطت بعض الاعتقادات والأراء من انفجار المكبوتية العالمية.

## 1980-1991: تطوير الشبكة العنكبوتية العالمية
في عام 1980، البريطاني تيم بيرنرز لى، مستشار مستقل في المنظمة الأوروبية للبحوث النووية (سيرن)، في سويسرا، اسسENQUIRE، وهي عبارة عن قاعدة بيانات شخصية للأفراد ونماذج برمجيات، بالإضافة لاستخدامها النص المترابط (النص التشعبي أو النص الفائق)؛ بحيث كل صفحة جديدة من المعلومات في ENQUIRE لا بد أن ترتبط بصفحة موجودة. 
في عام 1984 بيرنرز لي عاد إلى المنظمة الأوروبية للبحوث النووية (سيرن)، ودرس مشاكلها في عرض المعلومات حيث أن الفيزيائيين من مختلف أنحاء العالم في حاجة لتبادل البيانات ولا توجد آلات وبرنامج عرض مشتركة وموحدة. وكتب في مارس 1989 اقتراح بإنشاء: «قاعدة بيانات كبيرة ومترابطة مع كتابة روابط»، لكنه لم يتلق اهتماما كبيراً. رئيسه مايك سندول، شجعه على البدء في تنفيذ نظامه على محطة العمل (NeXT workstation) المكتسبة حديثا. فكر بيرنرز لي في كثير من الأسماء، بما في ذلك شبكة المعلومات (IM) ومنجم المعلومات (TIM) (رفض لأنه يختصر إلى تيم، اسم مؤسس الشبكة العنكبوتية العالمية) ومنجم من المعلومات (رفض لأنه يختصر إلى MOI التي هي "ME" بالفرنسية)، ولكن في النهاية استقر على الشبكة العنكبوتية العالمية

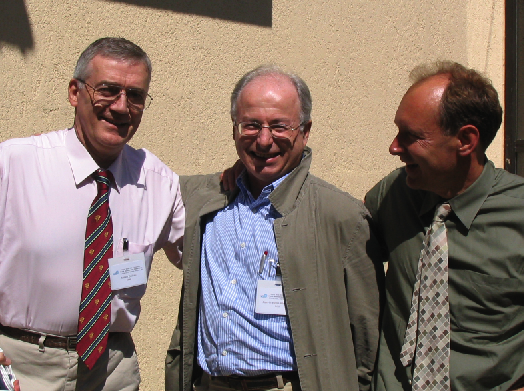
روبرت كايلي، جان فرانسوا Abramatic وتيم بيرنرز لي في 10th الذكرى السنوية للاتحاد الشبكة العالمية.

وجد شخصا متعاونا ومتحمسا في روبرت كايلي، الذي أعاد كتابة الاقتراح (نشر في 12 نوفمبر، 1990)، والمصادر المطلوبة داخل سيرن. بيرنرز لي وكايلي طرحا أفكارهما في المؤتمر الأوروبي بشأن تكنولوجيا النص المترابط في أيلول / سبتمبر 1990، ولكنها لم تعثر على الموردين قدروا رؤيتهم في تمازج النص المترابط مع شبكة الإنترنت.
بحلول عيد الميلاد عام 1990، بيرنرز لي بنى جميع الأدوات اللازمة للعمل على شبكة الإنترنت: بروتوكول نقل النص التشعبي 0.9 (http) ولغة علامات النص التشعبي (html)، وأول مستعرض ويب (المسمى World Wide Web، الذي هو أيضا محرر ويب)، أول برنامج خادم نص متشعب (عرف فيما بعد باسم سيرن httpd)، وأول خادم الويب (http://info.cern.ch)، وصفحات الويب الأولى التي وصفت المشروع نفسه. مستعرض ويب يمكنه الوصول إلى مجموعات أخبار يوزنت (usenet) وكذلك ملفات بروتوكول نقل الملفات (FTP). ومع ذلك، فإنه يمكن تشغيله فقط على محطة العمل NeXt ؛ ولهذا السبب أنشأ نقولا بيلو مستعرض نص بسيط الذي يمكن تشغيله على أغلب أجهزة الكمبيوتر لتشجيع الاستخدام داخل سيرن، وضعوا دليل هاتف سيرن على الشبكة العنكبوتية العالمية—وكان قد سبق للمستخدمين تسجيل الدخول إلى الحاسوب من أجل البحث عن أرقام الهواتف. 
كونز بول من (Stanford Linear Accelerator center(SLAC زار سيرن في مايو 1991.وكان مفتوناً بالويب. وعند عودته لـ (SLAC)أخذ معه برنامج NeXt، حيث هيأه أمين المكتبة لويز أديس لنظام التشغيل VM/CMS على أجهزة الكمبيوتر المركزية لشركة IBM باعتبارها وسيلة لعرض وثائق (SLAC) من الوثائق عبر الإنترنت، وكان هذا هو أول خادم ويب خارج أوروبا والأول في أمريكا الشمالية 

في أغسطس1991، بيرنرز لي نشر موجز قصير عن مشروع الشبكة العنكبوتية العالمية (الويب) على الأخبار alt.hypertext. في هذا التاريخ أيضا كان الظهورالأول للشبكة العنكبوتية العالمية كخدمة متاحة للمستخدمين من أنحاء العالم للإنترنت
مشروع الشبكة العنكبوتية العالمية يهدف إلى تمكين جميع الروابط التي ينبغي إدخالها على أي معلومات في أي مكان مشروع الشبكة العنكبوتية العالمية بدأ السماح لعلماء فيزياء الطاقة العالية بتبادل البيانات والأخبار والوثائق «نحن مهتمون للغاية في نشر الويب إلى مجالات أخرى، وامتلاك خوادم بوابات لبيانات أخرى نرحب بالمتعاونين!» من تيم بيرنرز لي في الرسالة الأولى

إحدى الإسهامات سيرن المبكرة للويب كانت فرقة the parody band Les Horribles Cernettes والتي يعتقد أن صورها الترويجية كانت ضمن أول خمس صور للويب

## 1992-1995: نمو الشبكة العنكبوتية العالمية
تمشيا مع ولادته في سيرن، منذ وقت مبكر والمتبنين لشبكة العنكبوتية العالمية في المقام الأول هي الجامعات المعتمدة على الأقسام العلمية أو مختبرات الفيزياء مثل فيرميلاب و SLAC
المواقع القديمة خلطت ما بين برتوكول نقل النص التشعبي وبرتوكول جوفر الذي كان آنذاك له شعبية والذي يتيح الوصول إلى المحتوى من خلال قوائم النص التشعبي الذي ُيعرض كنظام ملفlolات وليس من خلال ملفات لغة علامات النصوص الفائقة (HTML) مستخدمي الإنترنت القدماء ينتقلون إما عن طريق وضع إشارة مرجعية لصفحات الدليل الشعبية، مثل أول موقع لبيرنرز لي في http://info.cern.ch/، أو من خلال الاطلاع على القوائم المحدثة مثل صفحة «ما الجديد» في المركز الوطني لتطبيقات الحوسبة الفائقة (NCSA) بعض المواقع تم فهرستها من قبل وايس، بحيث يتيح للمستخدمين أن يقدموا أبحاث نصية كاملة مماثلة للمقدرة التي تقدمها محركات البحث في وقت لاحق
لم يكن هناك متصفح رسومي متاح لأجهزة الكمبيوتر إلى جانب NeXT هذه الثغرة تمت تعبئتها في نيسان / أبريل 1992 بإصدار Erwise وهو تطبيق تم تطويره في جامعة هلسنكي للتكنولوجيا، وفي أيار / مايو من قبل ViolaWWW، التي أنشأتها بى يوان وى، والتي شملت ميزات متقدمة مثل الرسومات المدمجة، النصية، والصور المتحركة. كلا البرنامجين يعملان على نظام نوافذ X ليونكس
طلاب من جامعة ولاية كانساس هيأوا متصفح نص تشعبي نصي فقط (LUNX) للوصول إلى شبكة الإنترنت. لنكس كان متوفر على يونكس ودوس (نظام تشغيل الأقراص)، وبعض مصممي المواقع، الغير مكترثين بالمواقع الرسومية حسنة المظهر، رأوا أن الموقع الذي لا يمكن الوصول إليه عن طريق لنكس لم يكن يستحق الزيارة 

### المتصفحات القديمة
نقطة التحول بالنسبة لشبكة الويب العالمية هو الأخذ من متصفح الويب موزايك (Mosaic)
في عام 1993، متصفح رسومي الذي وضعه فريق من المركز الوطني لتطبيقات الحوسبة الفائقة (NCSA)في جامعة إيلينوي في اوربانا شامبين (UIUC)، بقيادة مارك آندرسن تمويل موزايك جاء من الحوسبة عالية الأداء والاتصالات الأولية، البرنامج الممول بدأته الحوسبة عالية الأداء والاتصالات الخاصة بسناتور آل غور لعام 1991 المعروف أيضا باسم غور بيل.
منشا موزايك كان قد بدأ في عام 1992. في نوفمبر 1992، أنشأ المركز الوطني لتطبيقات الحوسبة الفائقة (NCSA) في جامعة ايلينوي (UIUC) موقع على شبكة الإنترنت. في ديسمبر 1992، آندرسن وإريك بينا، طلاب من جامعة إيلينوي في اوربانا شامبين (UIUC) ويعملون في المركز الوطني لتطبيقات الحوسبة الفائقة (NCSA)، بدأوا العمل على موزايك وقاموا بإصدار متصفح النافذة X في شباط / فبراير 1993. واكتسب شعبية نظرا لدعمه القوي المتكامل للوسائط المتعددة، والاستجابة الكاتب السريعة لتقارير علة الجهاز للمستخدم والتوصيات لميزات جديدة.
أول متصفح لمايكروسوفت ويندوز كان تشلو، الذي كتبه توماس بروس لمعهد المعلومات القانونية في كلية كورنيل لتوفير المعلومات القانونية، ومنذ ذلك الحين صار أكثر المحامين يدخلون على ويندوز أكثر من يونكس. تشلو صدر في حزيران / يونيو 1993.
بعد التخرج من UIUC، آندرسن وجيمس ه. كلارك، المدير التنفيذي السابق للسيليكون غرافيكس، اجتمعا وشكلا شركة الاتصالات موزايك لتطوير متصفح موزايك تجاريا. وغيرت الشركة اسمها إلى نتسكيب في نيسان / أبريل 1994، وتم تطوير المتصفح أكثر من مستكشف نيتسكيب 

### منظمة شبكة الإنترنت
في أيار / مايو 1994 المؤتمر الدولي الأول للشبكة الاتصالات العالمية، الذي نظمه روبرت كايلي، عقد في سيرن؛ المؤتمر أصبح يعقد كل عام منذ ذلك الحين. في أبريل عام 1993 وافقت سيرن على استخدام بروتوكول الإنترنت والرمز الخالي من الملكيات بواسطة أي شخص، وكان هذا جزء من ردة الفعل على الاضطراب الناجم عن جامعة مينيسوتا التي أعلنت أنها ستبدأ في فرض رسوم ترخيص لتنفيذ بروتوكول غوفر
في أيلول / سبتمبر 1994، بيرنرز لي أسس جمعية الشبكة العالمية (W3C) في معهد ماساشوستس للتكنولوجيا وبدعم من وكالة مشاريع البحوث المتقدمة الدفاعية (DARPA)والمفوضية الأوروبية. انها تضم العديد من الشركات التي أبدت استعدادها لإنشاء معايير وتوصيات لتحسين نوعية الويب. بيرنرز لي جعل الإنترنت متاحة بحرية، بدون امتياز ولا حق ملكية جمعية شبكة ويب العالمية (W3C) قررت أن معاييرها يجب أن تستند إلى تقنية خالية من الملكيات، بحيث يمكن بسهولة اعتمادها من قبل أي شخص.
بحلول نهاية عام 1994م، وبينما كان مجموع عدد المواقع لا يزال محدودا بالمقارنة مع المعايير الحالية، كان عددا لا بأس به من المواقع البارزة نشطاً، وكثير منهم كانوا سلائف أو ملهمي خدمات اليوم الأكثر شعبية. 

## 1996-1998: الاستغلال التجاري للشبكة الويب العالمية
بحلول عام 1996 أصبح من الواضح لمعظم الشركات المتداولة علنا بأن وجود الويب بشكل شائع لم يعد اختياريا. على الرغم من أن أوائل الناس أدركوا في الدرجة الأولى إمكانيات النشر الحر والمعلومات عالمية الانتشار بسرعة، زيادة الصداقة بطريقتين للاتصال من خلال «الويب» أدت إلى إمكانية التجارة الإلكترونية ومجموعة الاتصالات الفورية في جميع أنحاء العالم.
أكثر من دوت كوم، عرض المنتجات على صفحات الويب ذات النص التشعبي، تم إضافتها إلى الويب (الشبكة العنكبوتية العالمية)

## 1999-2001: «دوت كوم» الازدهار والكساد
انخفاض قيم الفائدة في 1998-99 ساعد على زيادة كميات رأس المال الابتدائي على الرغم من أن عددا من هذه المشاريع الجديدة لديها خطط واقعية وقدرة إدارية، معظمهم يفتقر إلى هذه الخصائص لكنهم تمكنوا من بيع ما لديهم من أفكار للمستثمرين نظرا لحداثة مفهوم دوت كوم.
تاريخيا، ازدهار دوت كوم يمكن اعتباره مماثلاً لعدد من التقنيات الأخرى المستوحاة من الطفرات في الماضي بما في ذلك السكك الحديدية في 1840، والإذاعة في 1920، والإلكترونيات الترانزستور في 1950، كمبيوتر اقتسام الوقت في 1960، وأجهزة الكمبيوتر المنزلية والتكنولوجيا الحيوية في وقت مبكرمن 1980
في عام 2001 انفجر المشروع الوهمي، والعديد من بدايات الدوت كوم خرجت من قطاع الأعمال بعد الاحتراق من خلال المجازفة برأس امالها، وفشلها في أن تصبح رابحة
=20091
```
حتى الآن: الويب يصبح في كل مكان ==
```

في أعاب وهم الدوت كوم، شركات الاتصالات السلكية واللاسلكية التي لديها قدر كبير من الطاقة المفرطة والعديد من الأعمال التجارية لعملاء الإنترنت أفلست. هذا بالإضافة إلى استمرار الاستثمار في البنية الأساسية المحلية الخلية يبقي رسوم التوصيل منخفضة، ويساعد على جعل الاتصال بالإنترنت بسرعة عالية وبأسعار معقولة أكثر. خلال هذا الوقت، القليل من الشركات وجدت نجاح تطوير نماذج الأعمال التجارية التي ساهمت في جعل الشبكة العنكبوتية العالمية أكثر تجربة إقناعا. وتشمل هذه مواقع حجز تذاكر الطيران، ومحرك البحث جوجل(Google) وطريقته المربحة لتبسيط، الكلمة الرئيسية المستندة إلى الإعلان، فضلا عن موقع المزاد أفعل ذلك بنفسك إي باي (Ebay) ومتجر على شبكة الإنترنت أمازون دوت كوم (Amazon.com)
هذه الحقبة الجديدة أيضا ولدت مواقع شبكات اجتماعية، مثل فيسبوك وماي سبيس، والتي، وإن كانت لم تحظى بشعبية في البداية، إلا انها وبشكل سريع جدا لاقت قبولاً وأصبحت جزءا رئيسيا من ثقافة الشباب.

### ويب 2.0
ابتداء من عام 2002، أفكار جديدة لتقاسم وتبادل المحتوى المخصص، مثل المدونات وآر إس إس (خلاصة الموقع)، التي بسرعة اكتسبت قبولا على الويب هذا النموذج الجديد لتبادل المعلومات، في المقام الأول ضم المستخدم ديي (DIY) (أفعل ذلك بنفسك) في تحريره وإنشاء المواقع، التي صيغت الويب 2.0.
طفرة ويب 2.0 شهدت العديد من الخدمات الجديدة الموجهة نحو بدء تلبية جديدة، ديمقراطية ويب. يعتقد البعض أنه سيليها الأعمال الكاملة لويب دلالي
تيم بيرنرز لي في الأصل أعرب عن رؤية الويب الدلالي على النحو التالي:
المتوقع، باعتبار أن الشبكة العالمية أصبحت أسهل للاستعلام، حققت درجة عالية من سهولة الاستخدام، وتسليط سمعتها مقصور على فئة معينة، فإنها اكتسبت نوع من التنظيم وعدم التعقيد والتي فتحت الباب على مصراعيه، ايذانا ببدء فترة سريعة للترويج ولنشر
. مواقع جديدة مثل ويكيبيديا ومشاريعها الشقيقة أثبتت الثورية في تنفيذ مفهوم محتوى تحرير المستخدم. في عام 2005، ثلاثة موظفين سابقين في باي بال(PAYPAL) شكلوا موقع لمشاهدة الفيديو على الإنترنت سمي يوتيوب. بعد سنة واحدة فقط، أثبت موقع يوتيوب بسرعة أنه الأكثر شعبية في التاريخ، بل وبدأ مفهوم جديد وهو المحتوى المقدم من قبل المستخدم في المناسبات الكبرى، مثل المناظرات رئاسية في سى ان ان يوتيوب
شعبية يوتيوب والخدمات المماثلة، مقترنة بزيادة التوافر والقدرة على تحمل تكاليف الوصلات عالية السرعة يجعل محتوى الفيديو أكثر شيوعا على جميع أنواع المواقع الكثير من مواقع استضافة وإنشاء محتويات الفيديو توفر وسيلة سهلة لفيديو لتكون جزءا لا يتجزأ في مواقع طرف ثالث دون دفع أوإذن مسبق.
هذا الجمع بين أكثر من مستخدم قام بإنشاء أو تحرير المحتوى، والوسيلة السهلة لتبادل المحتوى، مثل عن طريق حاجيات آر إس إس وتضمين الفيديو، أدى الكثير من المواقع إلى ادراك «ويب 2.0» النموذجي لديهم مقالات متضمنة فيديو، وتعليقات مقدمة من قبل المستخدم في أسفل المقالة، وصندوق آر إس إس إلى الجانب، وسرد بعضاً من أحدث المقالات من مواقع أخرى.
التوسيع المستمر للشبكة العنكبوتية العالمية ركزت على ربط الأجهزة بشبكة الإنترنت، صيغ إدارة الأجهزة الذكية. بسبب أن الاتصال بالإنترنت أصبح في كل مكان، الشركات المصنعة بدأت الاستفادة من توسيع نطاق القدرة الحاسوبية لأجهزتها لتعزيز استخدامها وقدرتها من خلال الاتصال مع شبكة الإنترنت، المصنعين أصبحوا الآن قادرين على التفاعل مع الأجهزة المباعة لديهم والتي يتم شحنها إلى زبائنها، والعملاء قادرين على التفاعل مع الشركة المصنعة (وغيرها من مقدمي الخدمات) للوصول إلى المحتوى الجديد.    

## وصلات خارجية
- أول موقع ويب العالمية
- وورلد وايد ويب مشروع التاريخ
- أحداث هامة في تاريخ الشبكة العالمية
- الإنترنت التاريخ، متحف تاريخ الكمبيوتر